# Pierre François Henri Bouvet de Louvigny
Pierre François Henri Bouvet de Louvigny est un homme politique français né le 30 décembre 1773 à Bellême (Orne) et décédé le 28 janvier 1854 à Louvigny (Sarthe).
Ancien officier d'infanterie, maire de Louvigny, il est député de la Sarthe de 1815 à 1818 et de 1822 à 1827, siégeant à droite avec les légitimistes et soutenant les ministères de la Restauration.

## Sources
- « Pierre François Henri Bouvet de Louvigny », dans Adolphe Robert et Gaston Cougny, Dictionnaire des parlementaires français, Edgar Bourloton, 1889-1891 [détail de l’édition]